# Elecciones federales de México de 1884
Las elecciones federales de México de 1884 se llevaron a cabo en dos jornadas, las elecciones primarias en el mes de  junio de 1884 y las elecciones secundarias en el mes julio del mismo año, en ellas se eligieron los siguientes cargos de elección popular:
- Presidente de la República. Jefe de Estado y de Gobierno, electo por un periodo de 4 años y, por primera vez desde 1880 con posibilidad de reelección inmediata, para cubrir el periodo 1884 - 1888. El candidato electo fue Porfirio Díaz.

## Antecedentes
Después de 4 años de un gobierno percibido como malo, encabezado por Manuel González, el grupo gonzalista no podía ofrecer continuador alguno. Además, González se había comprometido con su compadre el general Porfirio Díaz  de que al término de su período, le cedería el poder. Este clima político favoreció a Porfirio Díaz, por lo que el partido gonzalista tuvo que apoyar su candidatura como única posible, pues éste se presentó como el líder que salvaría al país. Esta elección marcó el inicio del Porfiriato pues a partir de esta elección Díaz se reeligiria sucesivamente hasta 1910.

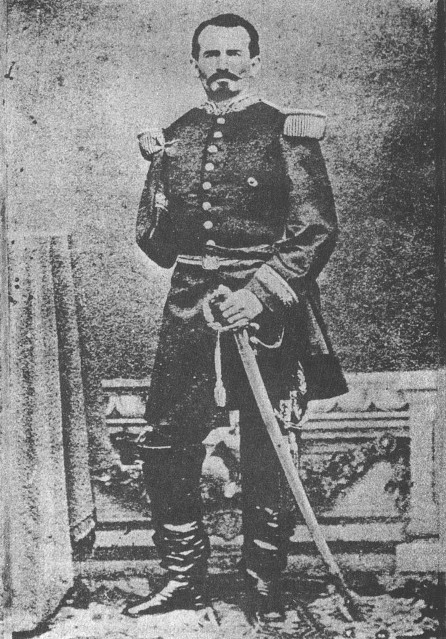
Manuel González, Presidente saliente en 1884 tuvo que apoyar la candidatura de Porfirio Díaz, debido a un compromiso hecho con él, y también al gran apoyo de importantes grupos políticos y militares a esa candidatura ..

## Resultados electorales presidenciales
|  | 98.2 % |

|  | 1.8 % |

|  | 100.00 % |

- Datos: Q5828143